# Cardiff
Cardiff (velšsky Caerdydd) je od roku 1955 hlavní město Walesu. Město samotné má přibližně 346 000 obyvatel, s dalšími přilehlými místy cca 479 000, což z něj dělá 11. největší město ve Velké Británii. Protéká jím řeka Taff, která se zde vlévá do moře.
Cardiff má dvě centra. První představuje střed města s viktoriánskými a edvardovskými ulicemi a zahradami. Zahrnuje neogotický hrad a neoklasicistní městské budovy, ale také nákupní střediska a krytou tržnici z 19. století.
Z hlavních tříd vybíhají pasáže lemované obchody, z nichž nejstarší je Royal Arcade z roku 1856. Jižně od centra se rozkládá přístavní čtvrť, jež se postupnou přestavbou přístavu a nábřeží mění v druhé středisko. Západně od centra se rovněž nachází Millennium Stadium, používaný přednostně pro ragby, ale i jako místo pro koncerty (r. 2006 zde např. vystupovala Madonna) aj. Město se dnes již věnuje převážně obchodu a správě země a jeho vzhled se postupně mění, jak se realizují plány na jeho obnovu.

## Hrad v Cardiffu

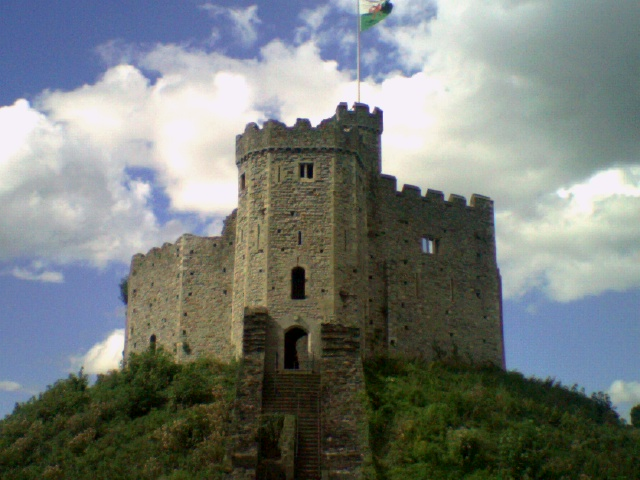
Cardiffský hrad

Cardiffský hrad (velšsky Castell Caerdydd) stojí na místě římské pevnosti, jejíž pozůstatky jsou od novějších částí odděleny pásem z červeného kamene. Mezi římskými rozvalinami vyrostla ve 12. století tvrz. V průběhu následujících 700 let si hrad postupně předávaly různé mocné rody, až nakonec v roce 1766 skončil v rukou Johna Stuarta, hraběte z Bute. Jeho pravnuk si najal „výstředního génia“ architekta Williama Burgese, jenž v letech 1876 až 1881 stvořil okázalé sídlo, zdobené mnoha středověkými prvky a romantickými detaily.

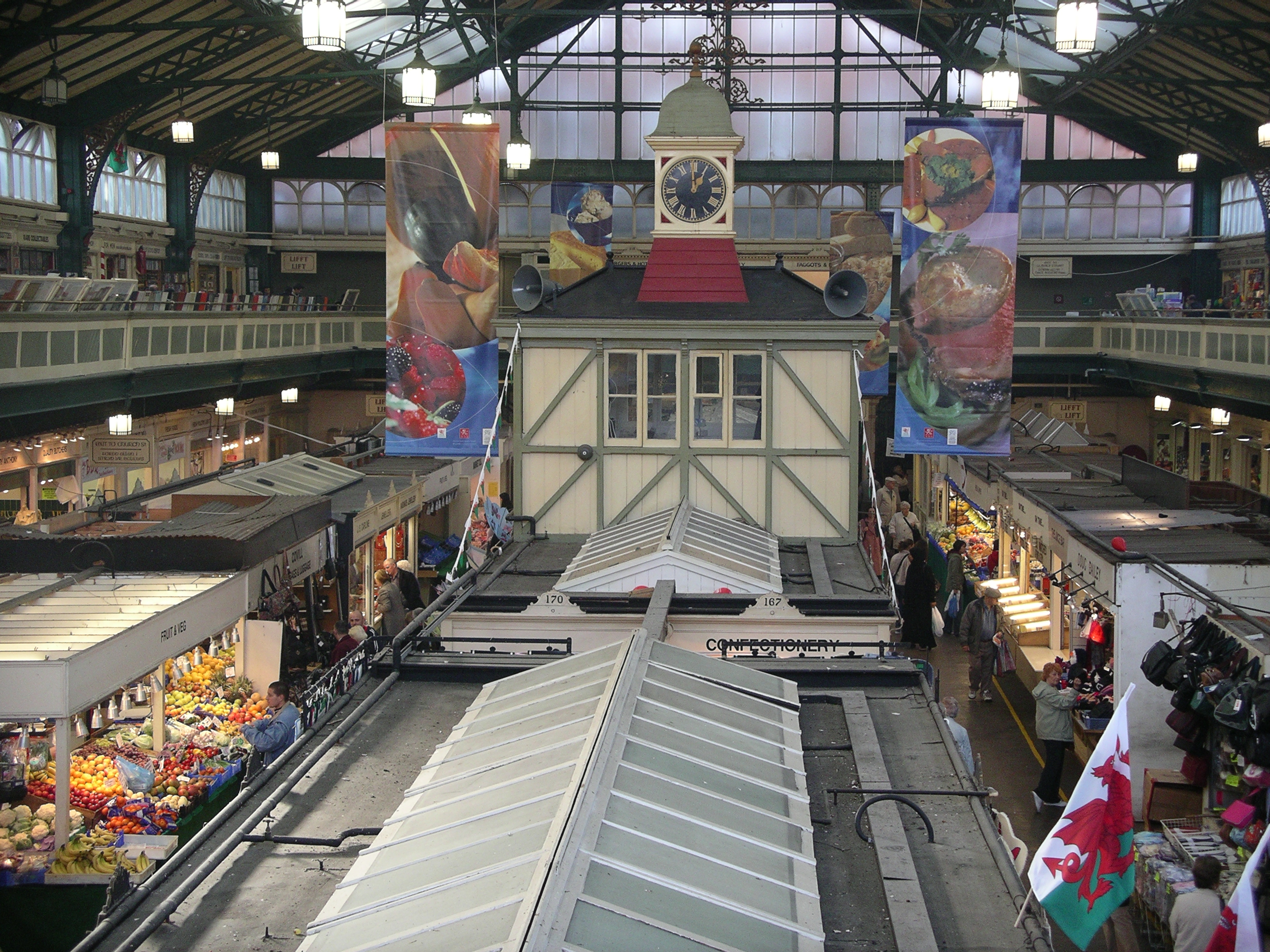
Tržiště v Cardiffu

Na pobřeží Cardiffu se nachází několik malých loděnic se soukromými jachtami, ale také doky na nákladní lodě.

## Zajímavosti
- Ve městě Cardiff se odehrává děj seriálu Torchwood

## Památky
- The Old Library (Stará knihovna) – byla otevřena roku 1882 díky daňovým výnosům, neposkytovala jen knihovnické služby, ale i museum a školu pro vědu a umění. V 90. letech 19. století byla budova rozšířena. Sloužila jako budova do roku 1988. Jde o budovu ve viktoriánském stylu s koridorem s kachličkami, které zobrazují čtyři roční období a ráno a večer.
- St David's Dewi Sant – moderní obchodní centrum v centru města.
- St John's Church (kostel sv. Jana) – stavba se datuje zejména do 15. století, když původní normanská stavba byla zničena během povstání Velšanů proti Angličanům na začátku 15. století. Loď přestavěna v pozdně gotickém perpendikulárním stylu. V roce 1473 stavba dokončena věží. Uvnitř mimo jiné řezby hlav na kazatelně, několik starých epitafů a barevná skla.
- Ebeneser Chapel – bývalá kaple je postavena z balastu (různobarevné kameny) lodí, které vyvážely z Walesu do celého světa uhlí a nazpět pluly prázdné zatížené pouze balastem. Návrh provedl architekt R. G. Thomas.
- St David's RC Cathedral (římskokatolická katedrála sv. Davida) – římskokatolický kostel z roku 1887 vznikl z důvodu přílivu katolických Irů do města a stojí v Charles Street. Od roku 1916 je katedrálou. Bombardován během druhé světové války a opraven v 50. letech 20. století.
- Cardiff Central Market (Cardiffská centrální tržnice) – krytá tržnice z litiny a skla byla otevřena roku 1891 na místě staršího tržiště.
- Coal Exchange (Uhelná burza) – bývalá uhelná burza postavená v letech 1883 až 1886. V této budově byla poprvé v historii uzavřena obchodní transakce za více než 1 milion liber.
- Norwegian Church (Norský kostel) – přenesený dřevěný kostel, rekonstruovaný ke stavu z roku 1889. V kostele byl pokřtěn spisovatel Roald Dahl.
- Pierhead Building – novogotická stavba z roku 1896.
- Civic Centre (Městské centrum) – komplex veřejných budov vystavěný v 90. letech 19. století na bývalých pozemcích 3. markýze Buteho. Mezi budovami se nalézá neoklasicistní radnice z portlandského kamene otevřená roku 1906. Radnici dominuje 59 metrů vysoká hodinová věž a kupole. V budově je mramorová hala se sochami velšských hrdinů. Mezi další budovy v komplexu patří soudní dvůr, velšské národní museum (umělecké, archeologické, geologické a přírodovědné sbírky, význam má především sbírka impresionistických maleb) a budovy univerzity.
- Bute Park (Buteho park) – park o 56 hektarech na břehu řeky Taff vznikl koncem 19. století. V roce 1947 ho daroval 5. markýz Bute městu. V parku je možné vidět základy dominikánského kláštera a kolekci vzácných stromů.
- Millennium Stadium – ragbyový stadion otevřený roku 1999. Stadion slouží i pro jiné události a má kapacitu 74,5 tisíce míst.
- Llandaff Cathedral (Llandaffská katedrála) – na místě katedrály byl založen sv. Teliem v 6. století klášter. Současná stavba začala kolem roku 1170. V katedrále se nalézá tomba sv. Telia s kovovým vlysem ve spodní části se scénami ze života svatého. Nedaleko se nacházejí zříceniny brány z 13. století. Bránou se vcházelo do míst, kde kdysi stával palác llandaffských biskupů.

## Slavní rodáci
- Ivor Novello (1893–1951), velšský hudební skladatel a herec[3]
- Roald Dahl (1916–1990), anglický spisovatel, povídkář, autor dětské literatury[4]
- Dannie Abse (1923–2014), velšský spisovatel a básník[5]
- Brian David Josephson (* 1940), velšský fyzik, držitel Nobelovy ceny za fyziku za rok 1973[6]
- Shakin' Stevens (* 1948), velšský zpěvák[7]
- Ken Follett (* 1949), anglický spisovatel[8]
- Colin Jackson (* 1967), bývalý anglický atlet, sprinter, specialista na krátké překážkové běhy[9]
- Cerys Matthews (* 1969), velšská zpěvačka, spoluzakladatelka skupiny Catatonia[10]
- Andy Bell (* 1970), hudebník, skladatel, producent a baskytarista, člen skupiny Oasis[11]
- Ryan Giggs (* 1973), velšský fotbalový trenér a bývalý fotbalový záložník a reprezentant[12]
- Matthew Rhys (* 1974), velšský herec[13]
- Tom Ellis (* 1978), velšský herec[14]
- Christian Malcolm (* 1979), bývalý anglický atlet, sprinter[15]
- Geraint Thomas (* 1986), velšský profesionální silniční cyklista, vítěz Tour de France 2018, mistr světa, olympijský vítěz[16]
- Gareth Bale (* 1989), bývalý velšský profesionální fotbalista a reprezentant[17]

## Partnerská města
- Bergen, Norsko
- Luhansk, Ukrajina
- Nantes, Francie
- Sia-men, Čína
- Stuttgart, Německo
- Sucre, Bolívie